# Кавіте (місто)
Місто Кавіте, офіційна назва — Місто Кавіте (філіппінська: Lungsod ng Cavite, іспанська та чавакано: Ciudad de Cavite), є містом 2-го класу на Філіппінах. Згідно з переписом 2020 року, населення становить 100 674 особи.
Місто було столицею провінції Кавіте від заснування останньої в 1614 році до 1954 року, коли його було перенесено до новоствореного міста Тресі-Мартірес поблизу центру провінції. Він був заснований як невелике портове містечко Кавіте-Пуерто, яке процвітало під час раннього іспанського колоніального періоду, коли воно стало головним морським портом Маніли, де проходила торгівля галеонами Маніла-Акапулько, і портом, який використовувався для інших важких і великих морських кораблів. Після цього Сан-Роке та Ла-Карідад, два колишні незалежні міста провінції Кавіте, пізніше були додані в один муніципалітет. Теперішнє більше місто Кавіте тепер включає громади Сан-Антоніо (включаючи Каньякао та Санглі-Пойнт), південні райони Санта-Крус і Далахікан, а також віддалені острови провінції, включаючи історичний острів Коррегідор. 

## Географія
Місто Кавіт займає більшу частину гачкоподібного півострова Кавіт, який вдається в Манільську затоку. На південному сході півострів обмежений затокою Бакур. Півострів закінчується двома вершинами – Санглі-Пойнт і Кавіт-Пойнт. Затока Каньякао — це водойма, що утворилася між мисами Санглі та Кавіте. Останній був місцем розташування старого історичного порту Кавіте. Затоки Бакур і Каньякао є внутрішніми затоками більшої Манільської затоки. Єдиним сухопутним кордоном міста є муніципалітет Новелета на півдні.
Місто є найпівнічнішим поселенням у провінції Кавіте, яка розташована на південний захід від Маніли на відстані близько 11 кілометрів (6,8 милі), але близько 35 кілометрів (22 милі) дорогою. Санглі-Пойнт, колишнє розташування військово-морської бази США Санглі-Пойнт, є найпівнічнішою частиною міста, півострова та провінції. Колишня американська військово-морська база була перетворена на філіппінську військову базу.
Історичний острів Коррегідор, прилеглі острови та окремі скелі Кабальо, Карабао, Ель-Фрайле та Ла-Монха, знайдені в гирлі Манільської затоки, є частиною територіальної юрисдикції міста.

### Підрозділи
Власне місто ділиться на п'ять районів: Далахікан, Санта-Крус, Карідад, Сан-Антоніо і Сан-Роке. Ці райони далі поділяються на вісім зон і загалом 84 барангаї.

### Барангаї
Місто Кавіте політично поділено на 84 барангаї.

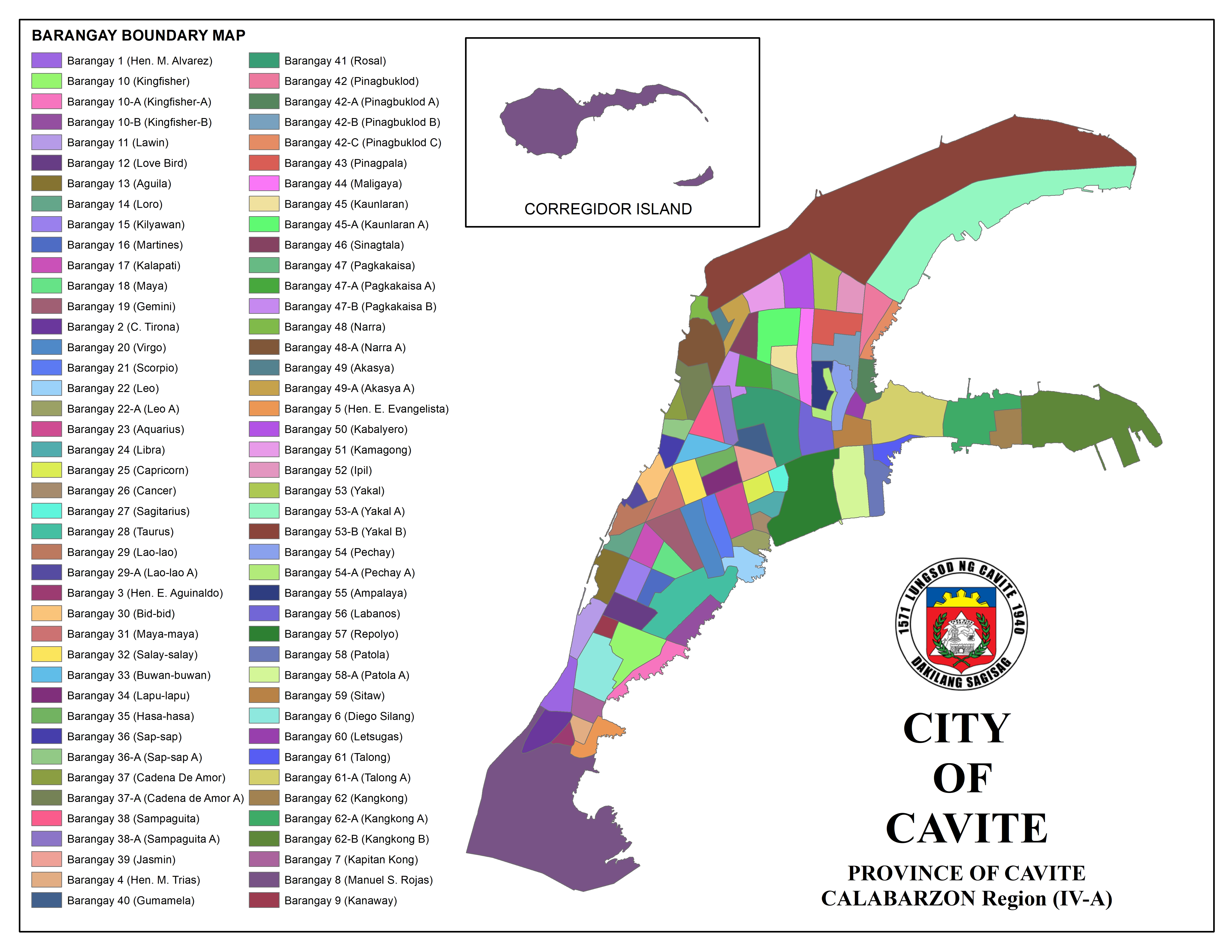
Карта із зображенням складових барангаїв міста Кавіте

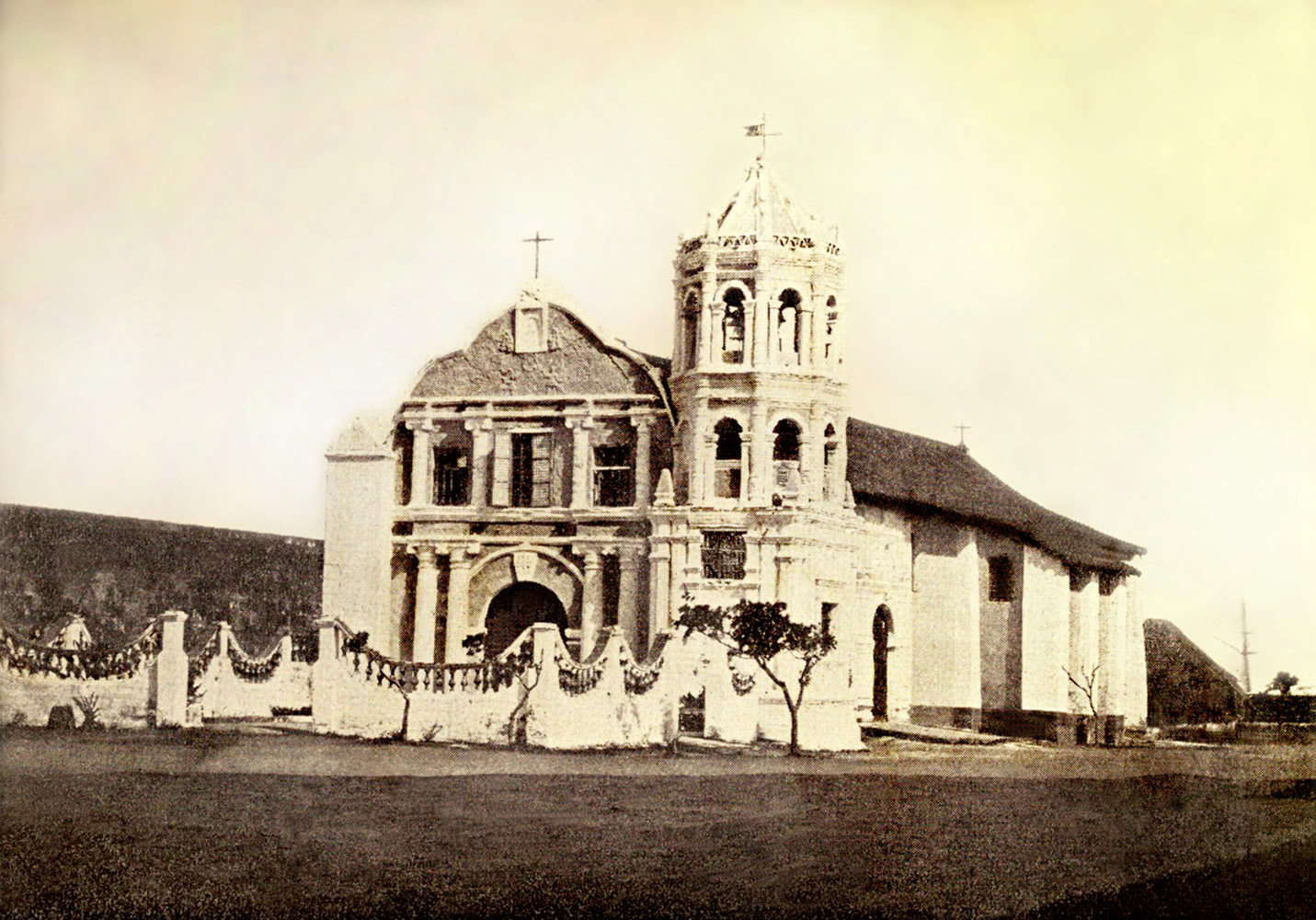
Церква Ерміта-де-Порта-Вага, 1899 рік

## Релігія
Згідно з даними перепису 2000 року, християнство є найпоширенішою релігією в Кавіте-Сіті, де більшість жителів сповідує католицизм. Інші християнські релігійні групи в місті включають Іглесіо ні Крісто, Свідків Єгови, Об'єднану церкву Христа на Філіппінах (UCCP), Церкву Ісуса Господа (JIL), Об'єднану методистську церкву, пресвітеріанські церкви, баптистів і фундаментальні церкви Біблії, Церква адвентистів сьомого дня, Міжнародна церква Бога або Ang Dating Daan, Церква Ісуса Христа Святих останніх днів та Міжнародна об'єднана церква п'ятидесятників. У місті також присутня мусульманська меншина. 

## Мови
Чавакано — це креольська мова, що має вплив іспанської мови, якою раніше розмовляла більшість жителів міста Кавіте. Чабакано з'явився десь після прибуття перших іспанців і мексиканців наприкінці 16 століття. У цей період люди, які жили поблизу військового арсеналу в Кавіт-Сіті, вступили в контакт з іспанцями та мексиканцями та почали включати у свій власний діалект багато іспанських слів, які потім породили креольські слова. Більшість жителів сьогодні розмовляє тагальською.

## Міста-побратими
- Мелілья, Іспанія
- Сан-Дієго, Сполучені Штати Америки

## Галерея

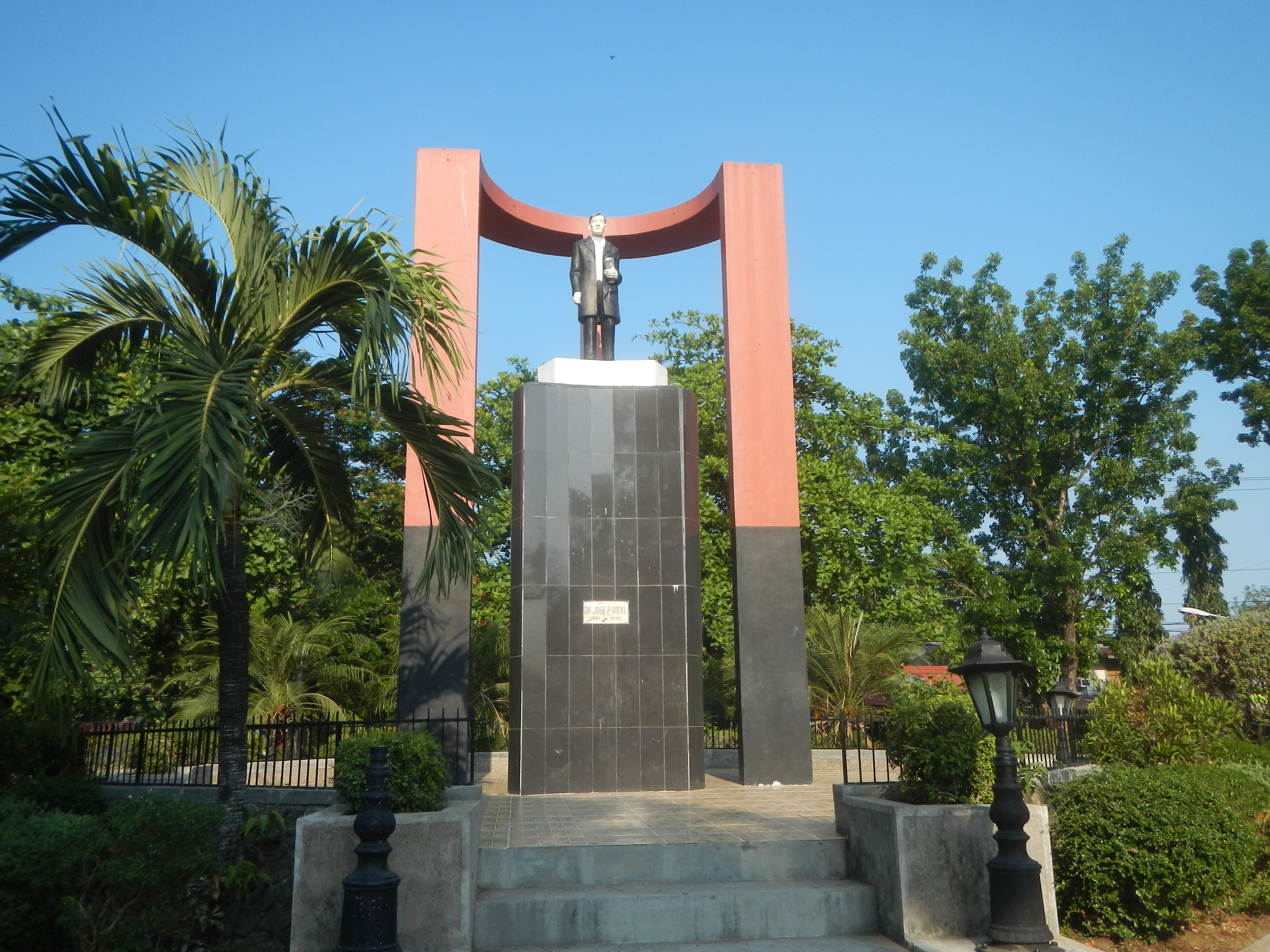
Монумент Хосе Рісалю
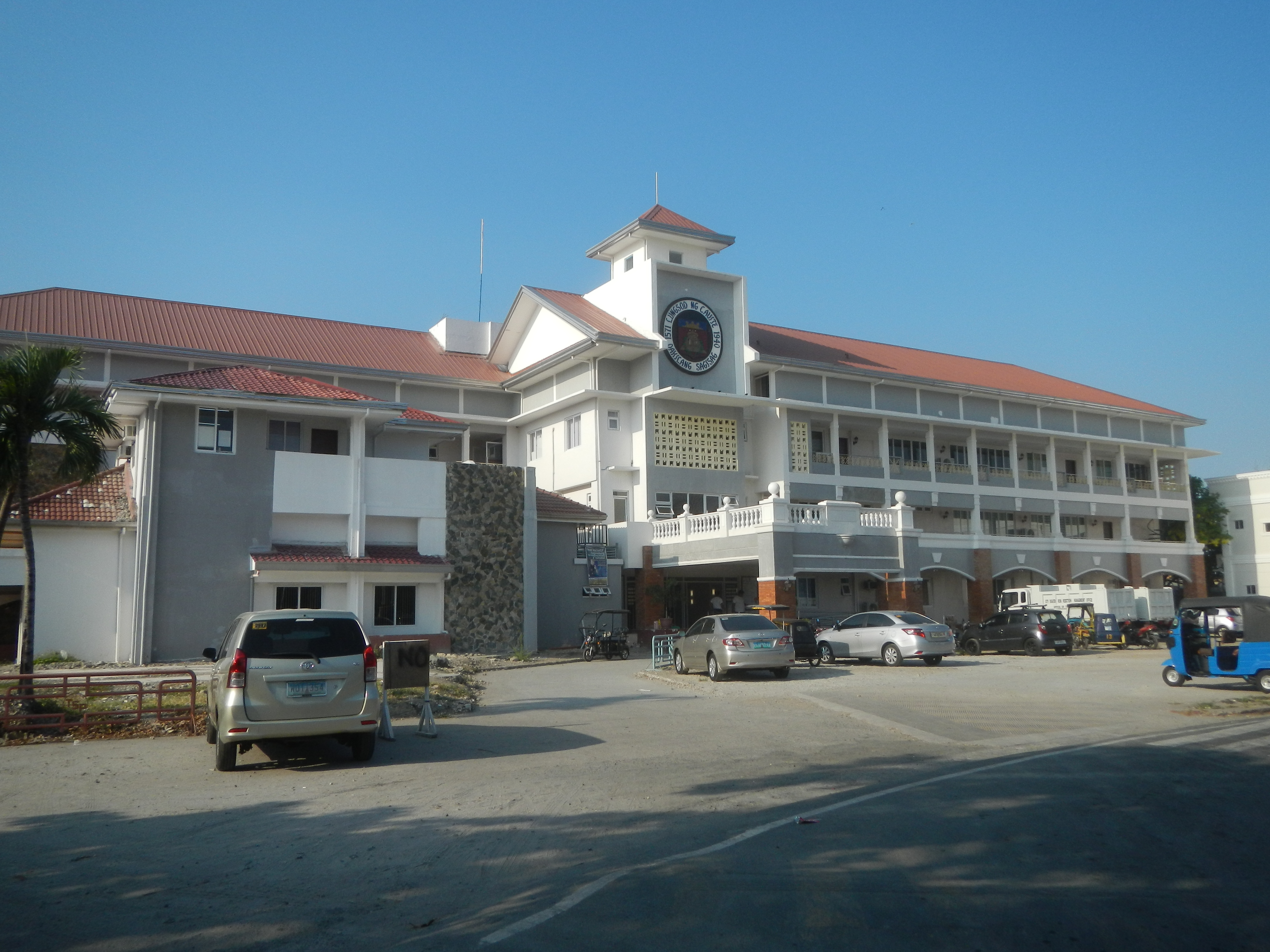
Мерія міста Кавіте
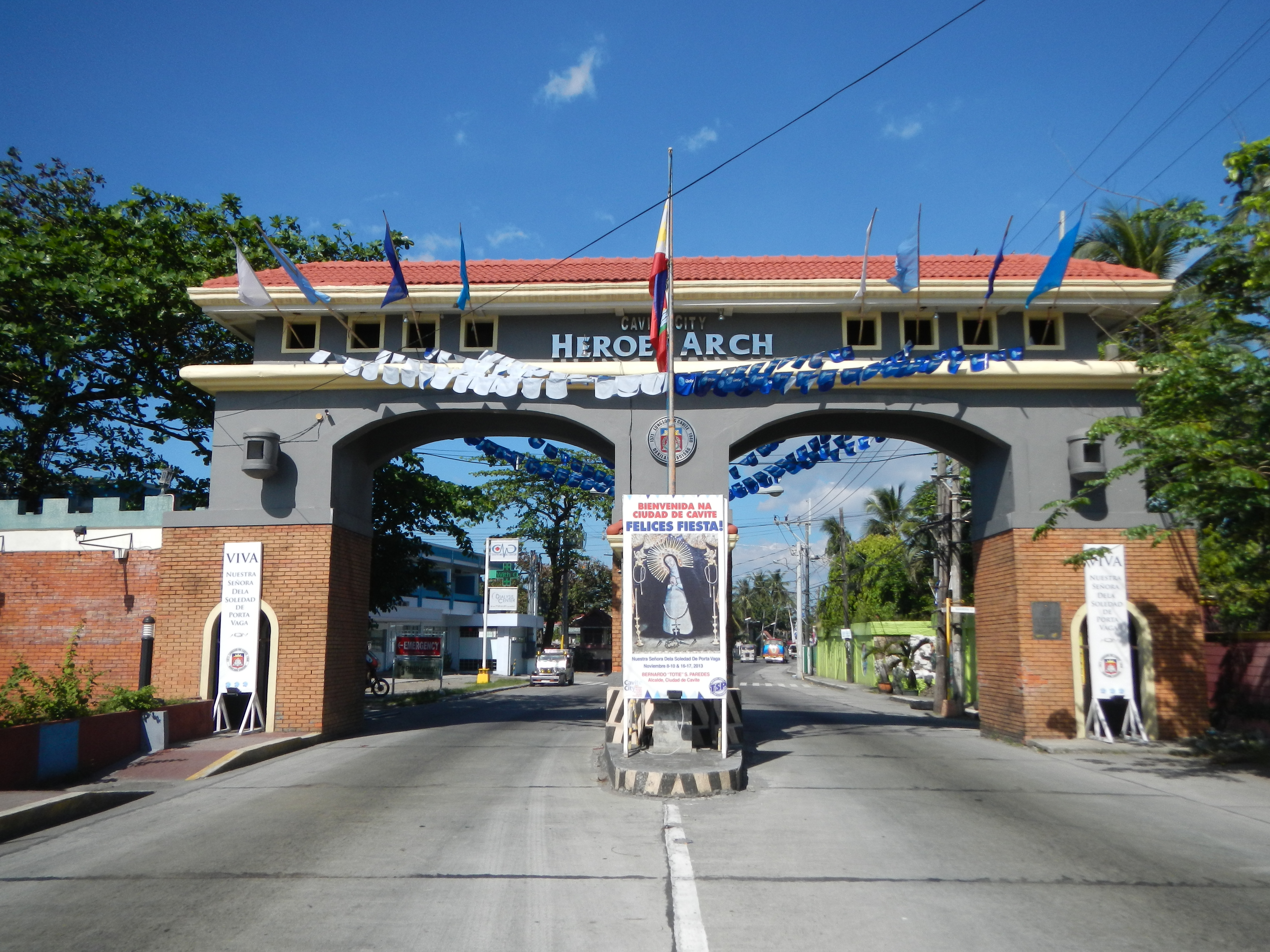
Міська арка
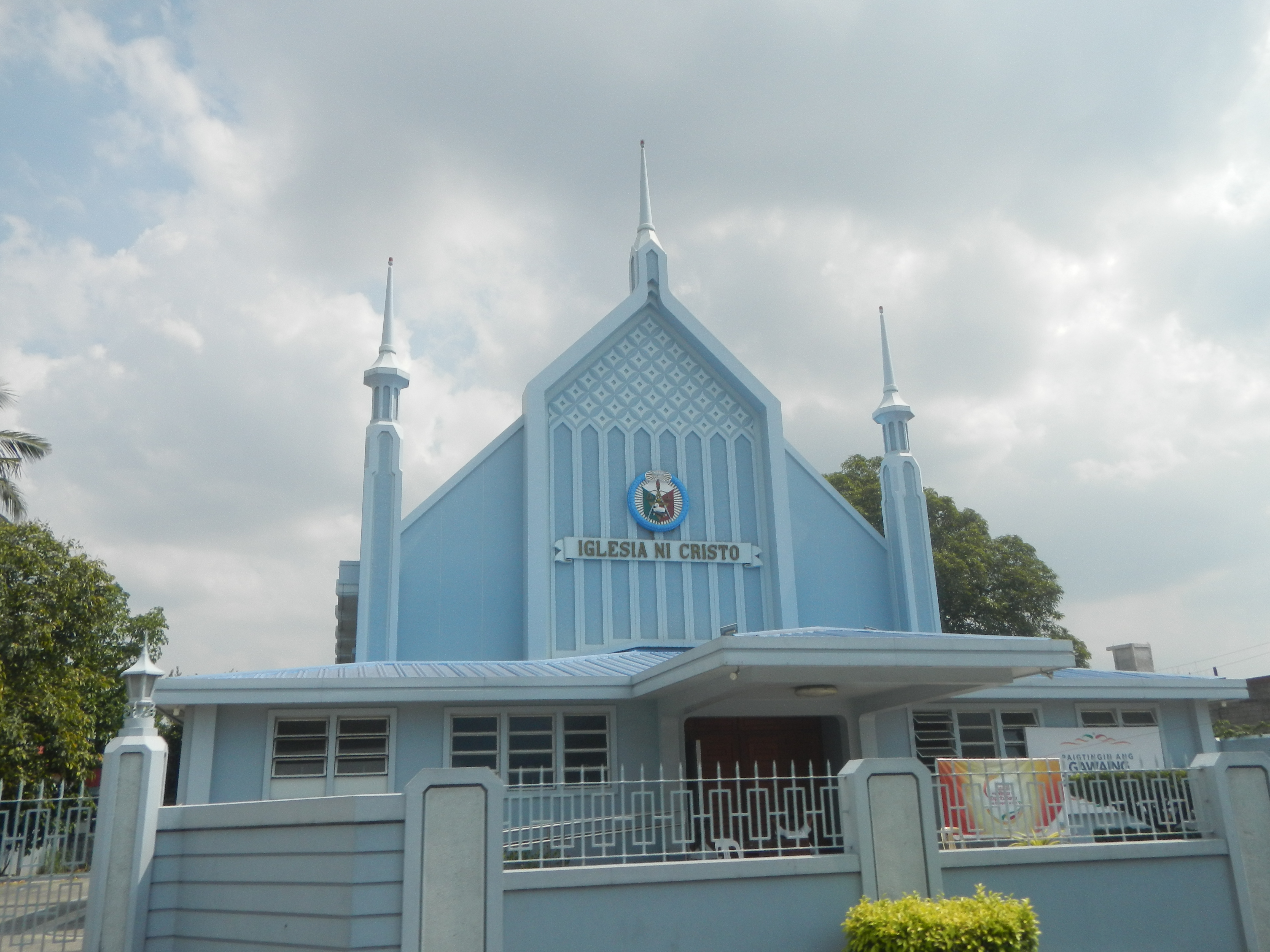
Іглесія ні Крісто
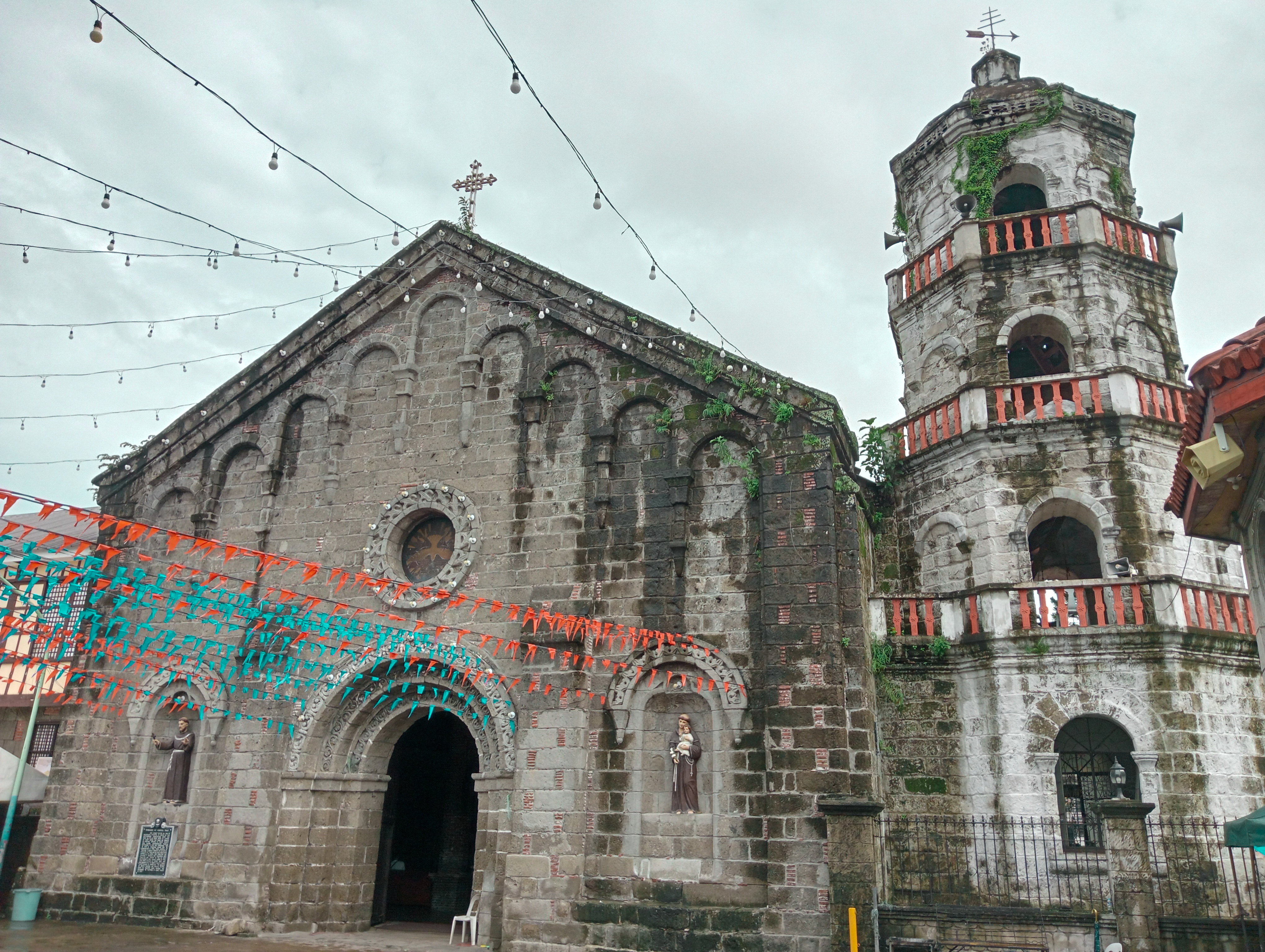
Парафіяльний костел Святого Франциска Ассізького. Governor Ferrer Dr, Sampalucan, General Trias